# Алексєєв Ростислав Євгенійович
Алексєєв (Олексіїв) Ростислав Євгенович (рос. Алексеев Ростислав Евгеньевич, 18 грудня 1916, Новозибков — 9 лютого 1980, Горький) — радянський авіа- та суднобудівник, винахідник та розробник суден на підводних крилах, екранопланів і екранольотів,доктор технічних наук. Лауреат Ленінської (1962) і Сталінської премії другого ступеня (1951).

## Біографія
З 1941 року працював на заводі Червоне Сормово, а в 1943 році став працювати в Центральному конструкторському бюро цього заводу. У 1958 році призначений головним конструктором по суднах на підводних крилах. Під його керівництвом в 1957– 1965 роках створені такі катери і судна на підводних крилах: «Ракета», «Метеор», «Комета», «Вихор» (Вихрь), «Буревісник» (Буревестник). З 1960-х років займався розробкою і випробуваннями екранопланів «КМ», «Орлятко» (Орлёнок). У 1984 році йому посмертно присуджена Державна премія СРСР.

## Вшанування пам'яті
- Його іменем названо судно на підводних крилах, площа в Нижньому Новгороді та вулиця в селі Кузнєцово Чкаловського району Нижньогородської області, де перебувала випробувальна база ЦКБ СПК.
- Ім'я Ростислава Олексіїва носить Центральне конструкторське бюро суден на підводних крилах (ЦКБ СПК) в Нижньому Новгороді.
- 2 лютого 2007 його ім'я присвоєно Нижньогородському державному технічному університету (постанова Уряду Нижньогородської області № 33).
- У Нижньогородському державному технічному університеті встановлено бюст Олексіїва.
- У центрі Сормовського району Нижнього Новгорода (на початку Ювілейного бульвару) встановлено пам'ятник Алексєєву. Там само (на вулиці Комінтерну) встановлено пам'ятну зірку.
- У бібліотеці Конгресу США його портрет розміщено в галереї видатних діячів XX століття.